# ジェラル・デービス
ジェラル・デービス（英: Jeral Davis、1984年9月17日 - ）は、アメリカ合衆国オハイオ州トレド出身のプロバスケットボール選手である。ポジションはセンター。
bjリーグにおいて、島根スサノオマジックに在籍していた2010-11シーズンから3シーズン連続でリーグ最多ブロックショット賞を獲得、2012-13シーズンにはリーグのベストファイブにも選ばれた。

## 来歴
2008-2009シーズン、タラデガ大学時代にUSCAA National Championsでブロックショット記録を作り、チームMVPおよびディフェンシブプレイヤーオブザイヤーを受賞している。
その後はレバノン・バスケットボール・リーグのen:Champville SC、プレミア・バスケットボール・リーグのバーモント・フロストハーブス、CIBACOPA（メキシコ）のティフアナ・ゾンキーズでプレーした。
2010年、ジェリコ・パブリセヴィッチ率いるbjリーグ・島根スサノオマジックに移籍し、球団創立時初期メンバーの一人となった。2010-11シーズン総ブロックショット162本を記録しジェフ・ニュートンが持つ148本を抜きbjリーグ記録を更新する。翌2011-12シーズンは更に記録を伸ばし198本と記録更新した。2012-13シーズンの12月13・14日に行われた琉球ゴールデンキングス戦では2試合計44得点、20リバウンド、12ブロックをマークして週間MVPに選出された。3シーズン連続の最多ブロックショット賞と初のベスト5を受賞。2013-14シーズンはシーズン途中に故障で戦線離脱し、30試合出場に止まる。シーズン終了をもって契約満了で退団。
bjリーグ 2014-15シーズン途中の2014年12月5日、仙台89ERSと契約を結ぶ。このシーズン、デービスは34試合に出場し、1試合平均13.9得点、ブロックショット3.4の記録を残した。
2015年にはバーレーンのアル・ハラと契約し、2016年1月にはベネズエラのプロリーグ、リーガ・プロフェッショナル・バロンセストのガイテロス・デル・スリアと契約。20試合に出場し、リーグ1位となる3.1のブロックショットを記録。また1試合平均14.3得点、7.1のリバウンドの成績を残し、オールスターゲームにも出場した。

## 記録
| シーズン         | チーム | GP | GS | MPG  | FG%  | 3P%  | FT%  | RPG | APG | SPG | BPG  | TO  | PPG  |
| ---------------- | ------ | -- | -- | ---- | ---- | ---- | ---- | --- | --- | --- | ---- | --- | ---- |
| bjリーグ 2010-11 | 島根   | 50 | 22 | 22.8 | .572 | -    | .496 |     |     |     | 3.2  |     | 10.0 |
| bjリーグ 2011-12 | 島根   | 52 | 44 | 25.8 | .566 | -    | .557 |     |     |     | 3.81 |     | 10.7 |
| bjリーグ 2012-13 | 島根   | 52 | 31 | 27.4 | .520 | -    | .771 | 7.6 | 1.2 | 0.4 | 3.5  | 1.6 | 14.1 |
| bjリーグ 2013-14 | 島根   | 30 | 27 | 32.4 | .510 | .000 | .694 | 9.7 | 0.9 | 0.5 | 2.8  | 2.5 | 16.0 |
| bjリーグ 2014-15 | 仙台   | 34 | 23 | 27.5 | 53.7 | 0.0  | 76.3 | 7.5 | 0.6 | 0.6 | 3.4  | 1.8 | 13.9 |